# The Berrys
The Berrys era una tira cómica familiar dibujada por Carl Grubert y distribuida por Field Newspaper Syndicate . Funcionó desde el 30 de octubre de 1942 hasta el 28 de diciembre de 1974, en donde su último número fue una celebración de lo previamente mostrado en los cómics.
Alumno de la Universidad de Wisconsin-Madison en 1934, Grubert tenía experiencia en publicidad de Chicago y sirvió en la Marina de los Estados Unidos durante la Segunda Guerra Mundial, el período en el que creó The Berrys  entre otras pequeñas caricaturas que tenía en bocetos y demás cosas.

## Personajes e historia
La tira relataba la vida de la familia Berry, que estaba compuesta por el padre Peter, la madre Pat, la hija Jill, el hijo Jackie y el hermanito Jimmie. (Aunque una fuente da el nombre de la madre como Hazel en lugar de Pat, las copias de la tira confirman el nombre de la madre como Pat. )
The Phrase Finder acredita a The Berrys por un uso temprano durante la década de 1950 del término "no-brainer":
No-brainer es de origen estadounidense y comenzó a usarse allí en la década de 1950. El primer ejemplo que he encontrado de su uso en el sentido de que "requiere poco esfuerzo mental" es esta caricatura de The Berrys, de Carl Grubert. Apareció en el Long Beach Independent, diciembre de 1959.
Grubert murió en 1979, cinco años después de la conclusión de su tira. Emil Zlatos vivió en Skokie, Illinois y fue el fantasma de los Berry durante muchos años. El Sr. Zlatos dibujó muchas de las portadas de la revista Chicago Sunday Times TV Prevue y se jubiló como subdirector de arte editorial del Sun-Times en 1978. El Sr. Zlatos murió en Arizona el 9 de octubre de 2002. Obituario, Chicago Sun Times 12 de octubre de 2002.